# Pterolophia timorensis
Pterolophia timorensis är en skalbaggsart som beskrevs av Stefan von Breuning 1943. Pterolophia timorensis ingår i släktet Pterolophia och familjen långhorningar. Inga underarter finns listade i Catalogue of Life.